# Bakenkhons

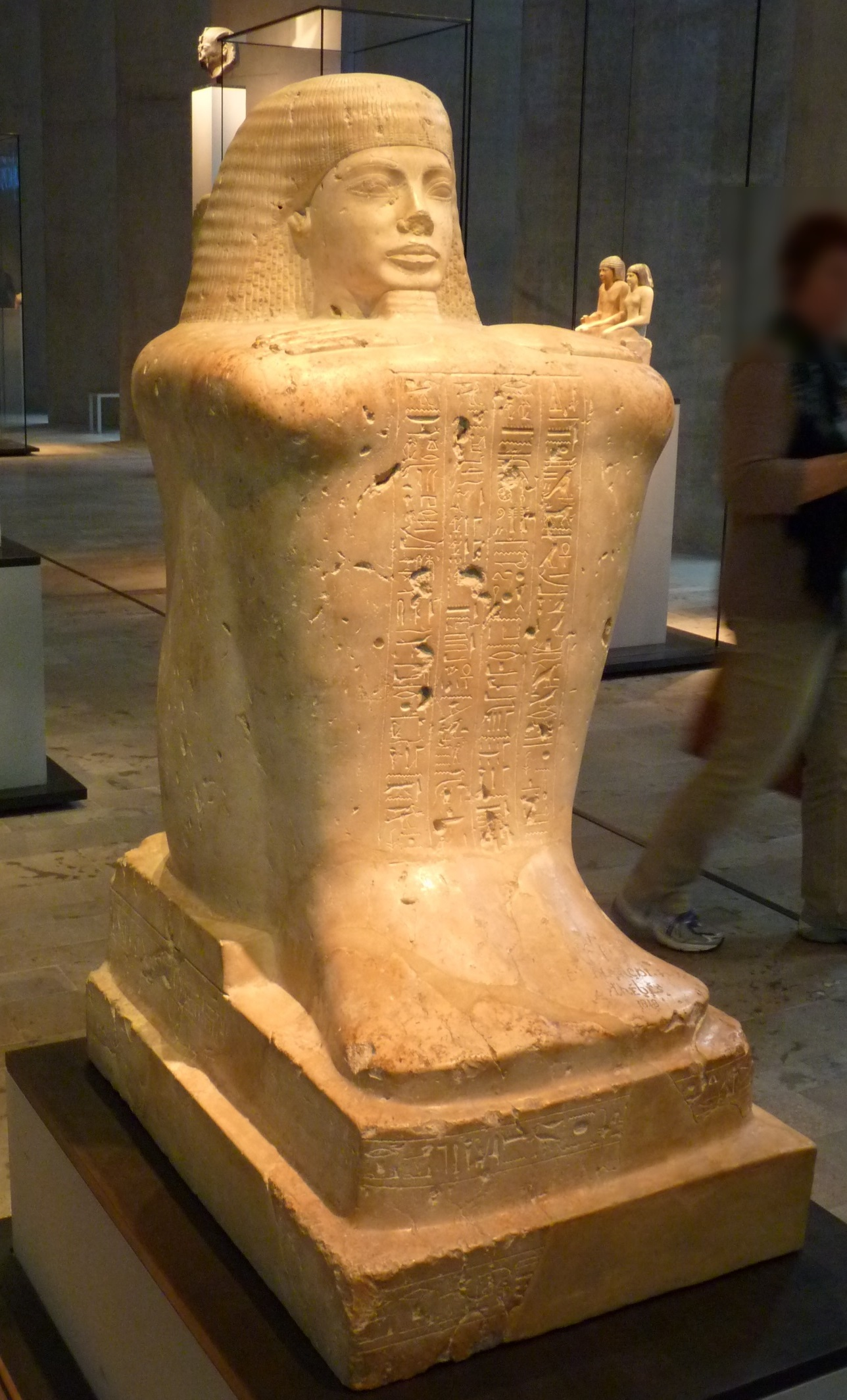
Estatua de Bakenkhons hecha de caliza

Bakenkhons, Sumo Sacerdote de la Dinastía XIX del Nuevo Reino, 1310-1220 antes de Cristo. Su carrera comenzó bajo el reinado de Seti I, y fue empleado por primera vez en un puesto relativamente modesto, de mozo de cuadra en el templo de Amón en Karnak. Se unió a la compañía de sacerdotes en el templo y luego pasó a servir al rey Ramsés II, en la mayor parte de su reinado. Se unió al sacerdocio, convirtiéndose en uno de los Profetas de Amón. 
Bakenkhons y el rey eran, evidentemente, casi contemporáneos y vivió casi tanto tiempo como el rey. Fue uno de los maestros constructores de Ramsés, construyendo el Templo de Karnak oriental para el rey.
Con el tiempo se convirtió en Sumo Sacerdote ( Primer Profeta ) de Amón en Tebas, ocupando el cargo durante veintisiete años. 
Bakenkhons diseñó una larga y bella inscripción tallada en un bloque, una estatua de él mismo. Se hace hincapié en que era amable con sus subordinados, y todos sus proyectos los realizó para mayor gloria del rey a quien sirvió. 
Murió cuando tenía alrededor de noventa años, en el último año del reinado del rey. Antes de su muerte, Ramsés nombró al hijo de Bakenkhons, Roma llamado Roy, como Sumo Sacerdote en su lugar.